# Harris-Vertrag

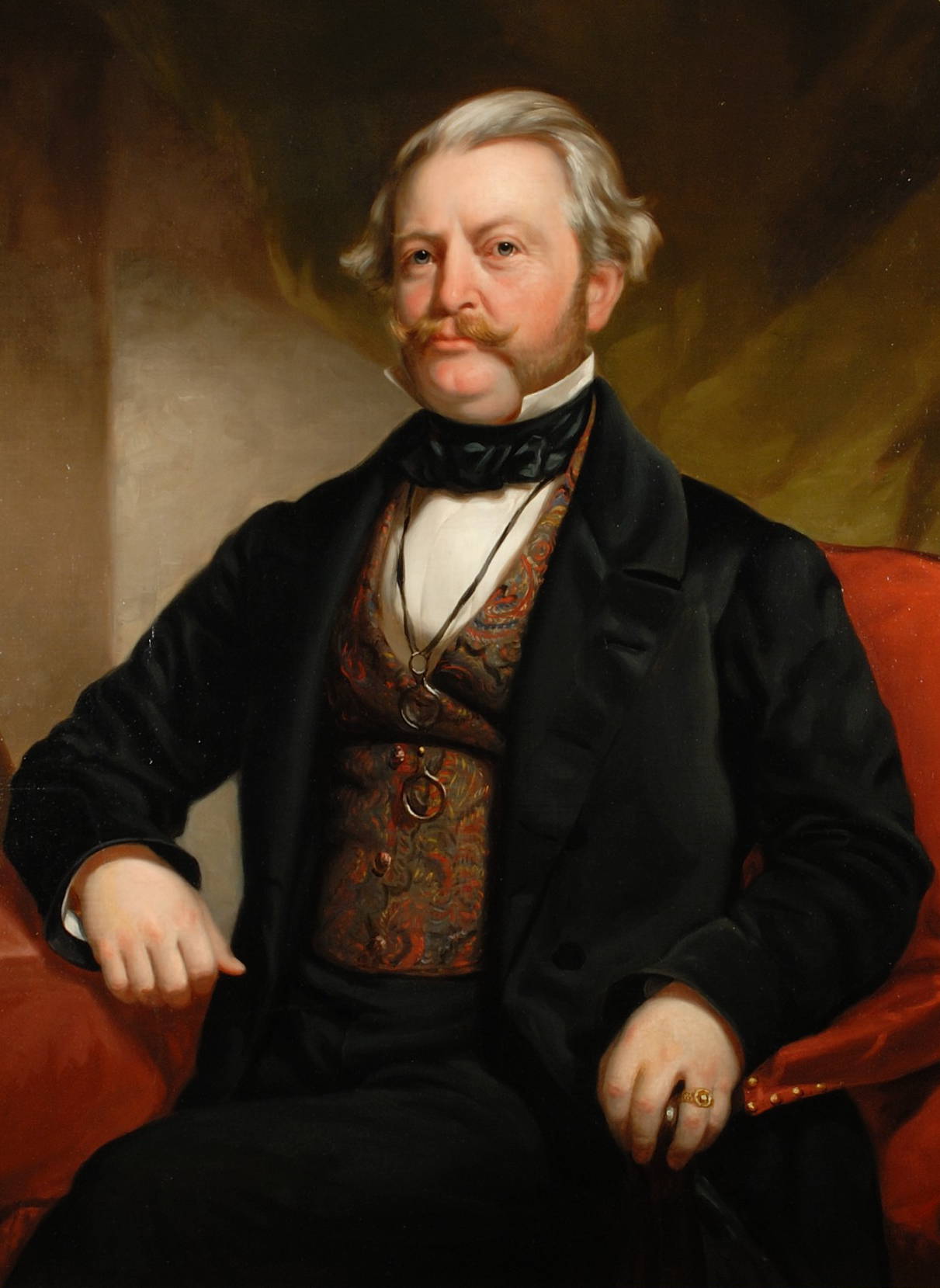
Townsend Harris verhandelte den nach ihm benannten Vertrag (Gemälde von James Bogle 1855).

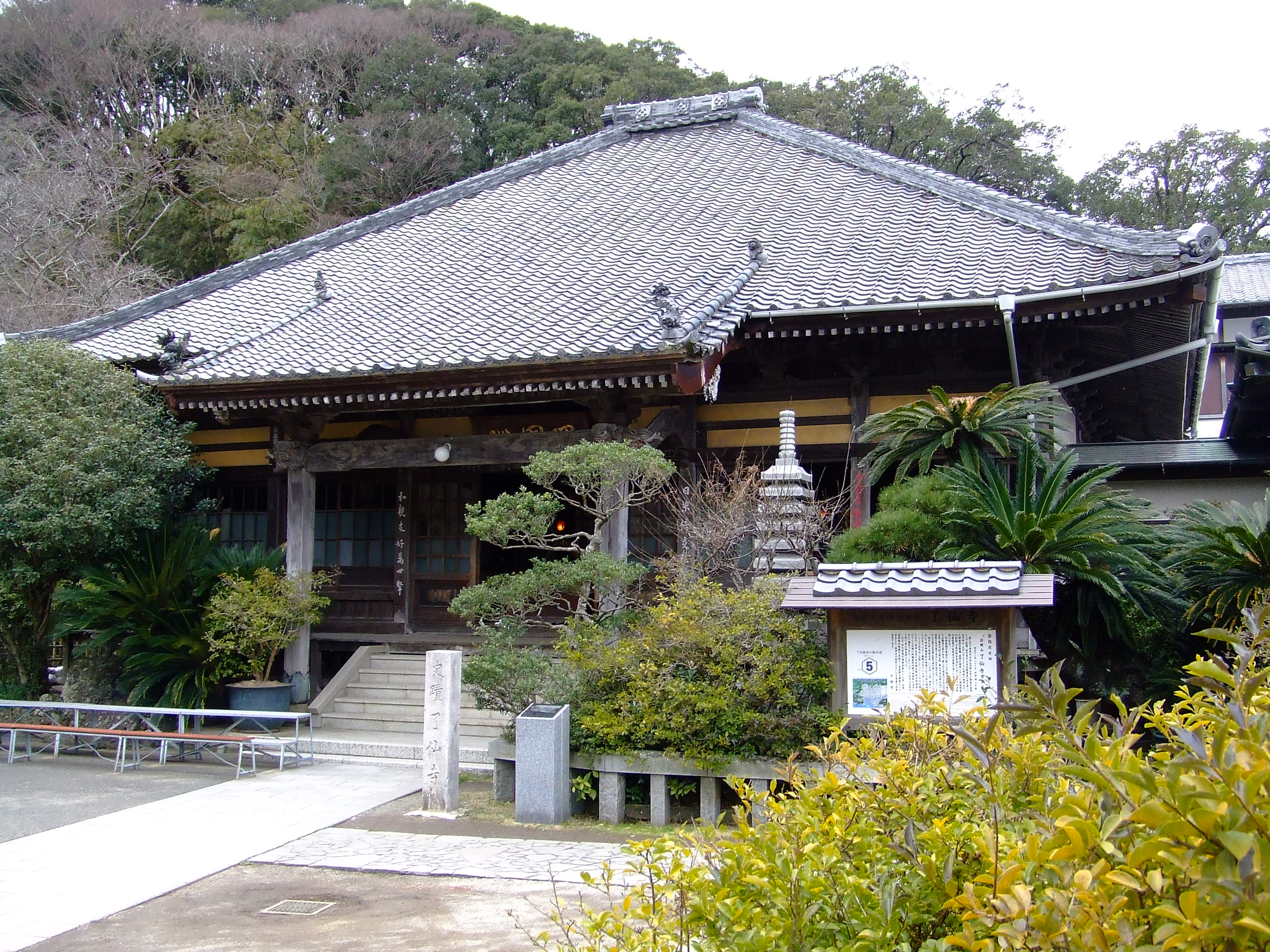
Der Ryōsen-ji in Shimoda, wo der Vertrag unterzeichnet wurde

Der Harris-Vertrag (engl. Treaty of Amity and Commerce, jap. 日米修好通商条約; Nichibei Shūkō Tsūshō Jōyaku; wörtl. japanisch-amerikanischer Freundschafts- und Handelsvertrag) ist ein völkerrechtlicher Vertrag zwischen den Vereinigten Staaten und Japan, der am 29. Juli 1858 im Ryōsen-ji in Shimoda, Japan  unterzeichnet wurde. Der Vertrag folgt dem vier Jahre zuvor bei der zweiten Ankunft von Matthew Calbraith Perry geschlossenen Vertrag von Kanagawa. Es wurden fünf Häfen für den amerikanischen Handel geöffnet, darunter auch Edo, und amerikanische Staatsbürger erhielten in Japan Exterritorialität. Damit gehört er zu den Ungleichen Verträgen.

## Der Vertrag
Im Vertrag von Kanagawa 1854 wurde amerikanischen Schiffen nicht nur das Recht eingeräumt, in Japan Kohlen nachzufüllen, es wurde auch ein amerikanischer Konsul in Shimoda, an der Südspitze der Izu-Halbinsel rund 100 Kilometer südwestlich von Edo installiert. Handelsrechte wurden in diesem Vertrag nicht genehmigt. Amerikanische Schiffe durften zwar Häfen anlaufen, im Rahmen der Abschließung Japans war Handel aber weiterhin nur den Niederländern auf der Insel Dejima in Nagasaki erlaubt. Dies zu ändern war die Hauptaufgabe von Townsend Harris, der 1856 als erster amerikanischer Konsul nach Japan entsendet wurde. Harris benötigte im abgeschiedenen Shimoda zwei Jahre, um das Vertrauen der Japaner zu gewinnen und mit Hotta Masayoshi auf der japanischen Seite ein Vertragswerk auszuarbeiten.
Die entscheidenden Punkte waren:
- Austausch von Diplomaten
- Öffnung der Häfen von Edo, Kōbe, Nagasaki, Niigata und Yokohama für amerikanische Handelsschiffe
- Recht für amerikanische Staatsbürger, in diesen Häfen zu leben und Handel zu treiben
- Exterritorialität für amerikanische Bürger, diese waren also der Gerichtsbarkeit ihrer Konsulate unterworfen und nicht der japanischen
- feste, niedrige Import- und Exportzölle, die der internationalen Kontrolle unterworfen waren

Der von Perry ausgehandelte Vertrag von Kanagawa war der erste Schritt zum Aufbau des amerikanischen Einflusses in Japan, der durch die Demonstration militärischer Stärke gestützt wurde. Auch die anderen Großmächte der Zeit waren darauf bedacht, die japanische Isolation zu beenden und Verträge zu schließen, so den Englisch-Japanischen Freundschaftsvertrag 1854, den Vertrag von Shimoda mit Russland 1855 vor dem Harris-Vertrag, und den japanisch-französische Freundschafts- und Handelsvertrag 1858, kurz nach Unterzeichnung des Harris-Vertrags. Diese Verträge beschränkten nicht nur die japanische Souveränität, sie zeigten auch die Schwäche Japans im Vergleich zu den industrialisierten westlichen Ländern. Die Frage einer möglichen Kolonisierung Japans hing im Raum.

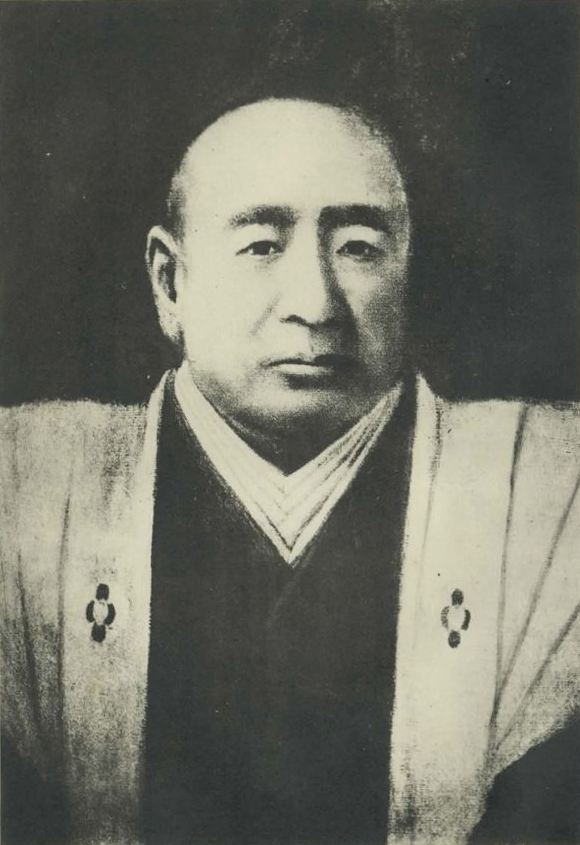
Hotta Masayoshi

## Die „Perry-Krise“ in Japan
Bereits in den 1840er Jahren machten Nachrichten vom Opiumkrieg die gebildeten Japaner auf die drohende Gefahr durch die Kolonialmächte aufmerksam. Versuche ausländischer Schiffe, in Japan zu landen, wie der Morrison-Zwischenfall, häuften sich. Es wurde klar, dass Japan nach über 200 Jahren der Isolation tiefe innere Reformen brauchte, um mit den modernen Großmächten auf Augenhöhe verhandeln zu können.
Doch die Frage, wie dies zu erreichen sei, sorgte für einen inneren Konflikt: Die Anhänger von Sonnō jōi wollten die Ausländer aus dem Land werfen, um Japan Zeit zu geben, ein starkes, modernes Militär aufzubauen, während die Gegenseite Japan öffnen (kaikoku) und durch Handel so viel wie möglich vom Westen lernen wollte, bis hin zu einer Abschaffung des Tokugawa-Bakufu (tōbaku), und der Schaffung eines modernen Staats.
Beide Seiten waren sich einig, dass Japaner nach Übersee gehen sollten, bevor Ausländer nach Japan kommen. Der Vertrag von Kanagawa wurde im Angesicht von amerikanischen Kriegsschiffen in der Bucht von Edo geschlossen, und viele Beamte des Shogunats stimmten nur zu, um einen drohenden Krieg mit den USA  abzuwenden. Als Resultat verschärften sich die politischen Gegensätze innerhalb der Daimyō und des Shōgunats.
Die Forderungen von Townsend Harris gingen noch über die von Perry hinaus. Ihm zufolge waren die japanischen Gesetze „sehr spezifisch“ und es wäre unfair gegenüber Ausländern, wenn sie sich an diese zu halten hätten. Artikel III der Vereinbarung erlaubte Ausländern, sich frei vom Einfluss der Regierung in Edo und Osaka anzusiedeln, und in den geöffneten Häfen wurde für Ausländer eine Konsulargerichtsbarkeit eingerichtet. Dies wurde selbst von Japanern, die eine Öffnung des Landes befürworteten, als Bedrohung empfunden.
Außerdem wurde freier Handel mit Gold und Silber vertraglich festgelegt. Dies sollte für die japanische Finanzlage schwere Folgen haben, denn in Japan wurde wegen reicher Goldvorkommen Gold gegen Silber traditionell 1:5 getauscht, auf dem Weltmarkt damals jedoch 1:20. Ganze Schiffsladungen südamerikanischen Silbers wurden daher nach der Öffnung in japanischen Häfen gegen Gold getauscht, ein Großteil des japanischen Goldes wurde innerhalb kurzer Zeit außer Landes geschafft.
Letztendlich konnte Harris  eine Audienz bei Shogun Tokugawa Iesada und eine Unterzeichnung des Vertrages erreichen. Zugute kamen ihm dabei sein zweijähriges hartnäckiges Ausharren, die gewonnene Sympathie durch sein Auftreten, aber auch drohende Hinweise auf das Schicksal Chinas und die drängenden Interessen Englands und Frankreichs.
Den Verhandlungsführern auf japanischer Seite wurde der Vertrag allerdings zum Verhängnis: Hotta Masayoshi versuchte, Widerstände innerhalb des Shogunats zu überwinden, indem er den Kōmei-Tenno am Hof in Kyoto um Unterstützung bat. Damit scheiterte er jedoch völlig. Er und sein größter Unterstützer, Abe Masahiro, wurden daraufhin von Ii Naosuke zum Rücktritt gezwungen.
Doch auch für Ii Naosuke und den Komei-Tenno war der Vertrag letztendlich folgenschwer, denn beide wurden von Anhängern der Reformbewegung ermordet.

## Amerikanische Interessen in Japan
Für die amerikanische Seite waren die Missionen von Perry und Harris ein Ausdruck des Manifest Destiny, nach dem die USA das „gott-gegebene“ Recht hatten, ihre staatlichen Ideen und ihren Handelseinfluss über den nordamerikanischen Kontinent (und darüber hinaus) zu verbreiten. Japan war vor allem als Tor zu Asien auf dem Weg von der Westküste nach China interessant. In den Worten des amerikanischen Außenministers Daniel Webster war es for the benefit of the human family („zum Wohle der Familie der Menschheit“), wenn amerikanische Dampfschiffe in Japan Station machten.
Die Rolle, die die USA für Japan planten, die einer Handels-Zwischenstation, lässt sich aus den Artikeln des Vertrages ablesen. Eine militärische Rolle sahen die Verträge nicht vor, genauso wenig wurden besondere Bedingungen für Missionare geschaffen.

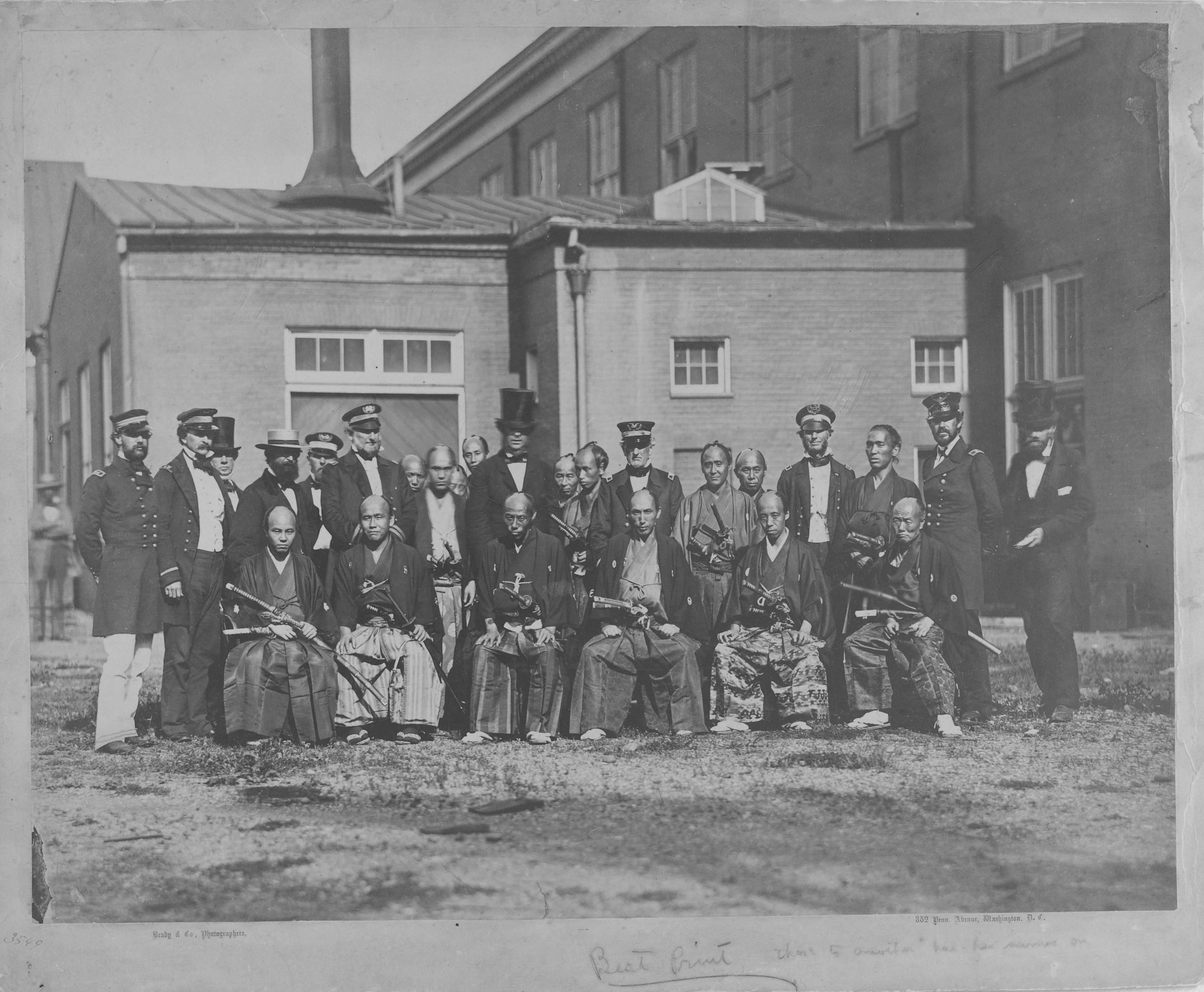
Die japanische diplomatische Mission in die USA 1860, Foto von Mathew Brady.

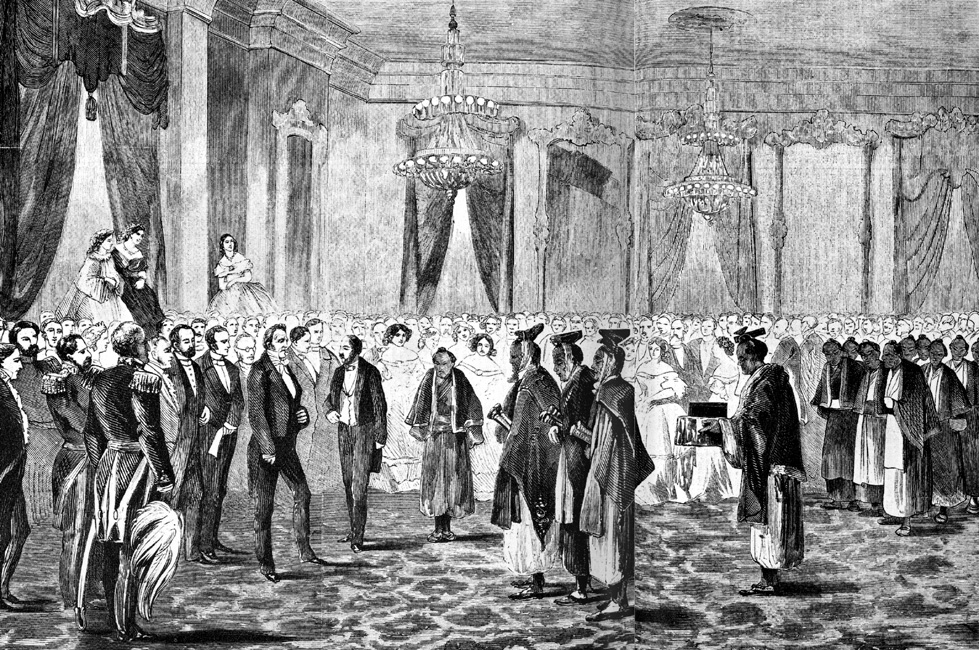
US-Präsident James Buchanan empfängt eine japanische Delegation im Weißen Haus zur Feier der Unterzeichnung des Harris-Vertrags

## Ratifizierung
Mit der ersten japanischen diplomatischen Mission in die USA 1860 wurde der Vertrag ratifiziert.